# Belovo (Bulgária)
Belovo (búlgaro: Белово) é uma cidade da Bulgária, localizada no distrito de Pazardzhik. A sua população era de 3,837 habitantes segundo o censo de 2010. Tem uma grande industria de processamento de papel, fabricando papel higiênico e outros materias de papel descartáveis.

## População
| Belovo | Belovo | Belovo | Belovo | Belovo | Belovo | Belovo | Belovo | Belovo | Belovo | Belovo | Belovo | Belovo | Belovo | Belovo | Belovo | Belovo | Belovo | Belovo | Belovo |
| --- | ------ | ------ | ------ | ------ | ------ | ------ | ------ | ------ | ------ | ------ | ------ | ------ | ------ | ------ | ------ | ------ | ------ | ------ | ------ |
| Ano | 1887   | 1910   | 1934   | 1946   | 1956   | 1965   | 1975   | 1985   | 1992   | 2001   | 2002   | 2003   | 2004   | 2005   | 2006   | 2007   | 2008   | 2009   | 2010   |
| População |        |        |        | …      | …      | 3,153  | 5,287  | 5,260  | 5,023  | 4,578  | 4,528  | 4,365  | 4,251  | 4,187  | 4,095  | 4,017  | 3,967  | 3,902  | 3,837  |
| Fontes: Instituto Nacional de Estatísticas, „citypopulation.de“, „pop-stat.mashke.org“, Bulgarian Academy of Sciences |        |        |        |        |        |        |        |        |        |        |        |        |        |        |        |        |        |        |        |